# Определение Святейшего синода о графе Льве Толстом

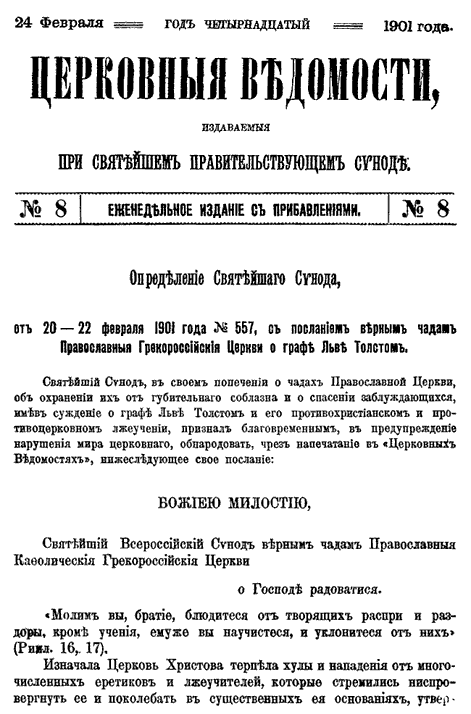
Определение Синода в «Церковных ведомостях» (начало текста)

«Определе́ние и посла́ние Святе́йшего сино́да о гра́фе Льве Толсто́м» от 20—22 февраля 1901 года — постановление (суждение) Святейшего правительствующего синода, в котором официально извещалось, что граф Лев Толстой более не является членом Православной церкви, так как его (публично высказываемые) убеждения несовместимы с таким членством. Опубликовано 24 февраля 1901 года в официальном органе Синода «Церковные ведомости», полное название документа: «Определение Святейшего Синода от 20—22 февраля 1901 года № 557, с посланием верным чадам Православной Грекороссийской Церкви о графе Льве Толстом».
Российское общество восприняло определение Синода как отлучение Льва Толстого от церкви, хотя формально оно не соответствовало канонам отлучения от церкви. «Определение» вызвало в российском обществе резко полярные оценки, от прямых угроз Толстому до актов солидарности с ним. В дальнейшем оно не было отменено и сохраняет своё действие, поскольку примирения писателя с Православной церковью так и не произошло.

## Религиозная позиция Льва Толстого

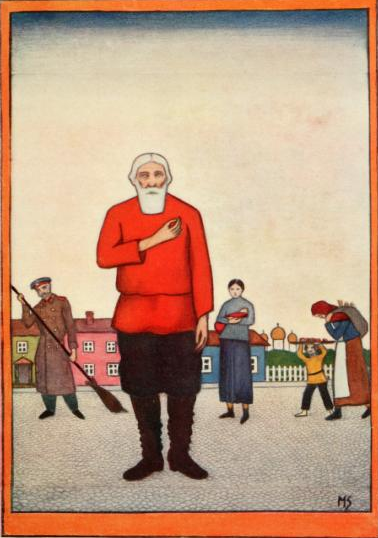
Иллюстрация к эссе Толстого «Где любовь, там и Бог» (1887)

В конце 1870-х годов 50-летний Лев Толстой пережил мучительный духовный кризис, пытаясь вырваться из житейской суеты, найти истинные ценности, понятный и уверенный путь к Богу. Его дневник заполнен беспокойными рассуждениями и вопросами без ответа. Сначала Толстой искал опору в Православной церкви, посещал Оптину пустынь, строго соблюдал посты, постоянно причащался, исповедовался и молился. Однако чувства выбора верного пути не возникало, наоборот, в нём росло ощущение фальши, укоренившейся в ритуалах и догматах православия. Толстой описал этот кризис в автобиографической повести «Исповедь», написанной в конце 1870-х годов. Около 1880 года Толстой прекратил соблюдение постов и участие в церковных таинствах.
В 1880-е годы Толстой последовательно вырабатывал своё собственное понимание христианства, которое считал изначальным и неиспорченным. Суть христианства он видел в «единой заповеди» любви. «Не в молебнах, обеднях, свечах, иконах учение Христа, а в том, чтобы люди любили друг друга, не платили злом за зло, не судили, не убивали друг друга». Толстой отверг как надуманные прочие церковные догматы — Троицу (и тем самым — божественность Христа), непогрешимый авторитет Вселенских соборов, поклонение святым, обещание адских мук для грешников и все церковные таинства, которые считал бессмысленным колдовством.
При этом Толстой резко критиковал церковь за то, что она, по его мнению, свои интересы ставит выше, чем изначальные христианские идеалы. В частности, Толстой упрекал церковь за поддержку таких антихристианских действий, как смертная казнь, завоевательные войны, угнетение простонародья. В «Исследовании догматического богословия» Толстой заявил, что учение церкви «есть теперь учение, чисто враждебное христианству». Он подготовил собственный (сводный) перевод евангелий. В романе «Воскресение» (1889—1899 годы) духовенство было изображено исполняющим обряды механически и наскоро, а в образе холодного и циничного Топорова узнавали Константина Победоносцева, обер-прокурора Святейшего синода.
Толстой распространял в своём окружении брошюры с описанием своего вероучения, например:
- «Исследование догматического богословия» (1879—1884);
- «Чем люди живы» (1881);
- «В чём моя вера?» (1884);
- «Так что же нам делать?» (1886).
- «Царство Божие внутри вас» (1890—1893).

Это учение завоевало немало приверженцев и получило название «толстовство». Хотя цензура не допускала открытой публикации подобных взглядов, они продолжали распространяться и стали широко известны.

## Подготовка решения Синода

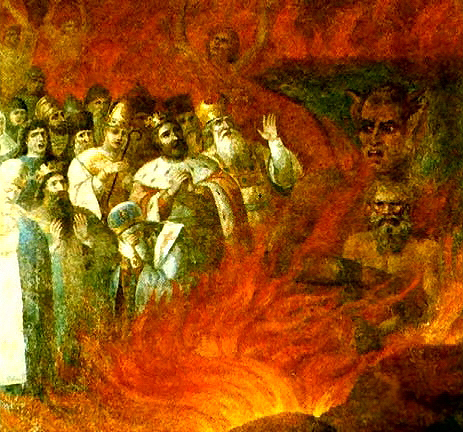
«Лев Толстой в аду». Фрагмент стенной росписи из церкви села Тазова Курской губернии. 1883

Религиозная деятельность Толстого вызвала противодействие православных мыслителей и церковных властей. Список статей и книг на эту тему (ещё до вынесения «Определения») насчитывает около двухсот наименований. Ряд иерархов ещё с конца 1880-х годов обращались к Синоду и к императору Александру III с призывом наказать Льва Толстого и отлучить его от церкви, однако император отвечал, что «не желает прибавлять к славе Толстого мученического венца». Резко осуждал взгляды и проповедь Толстого святитель Феофан Затворник. После смерти Александра III (1894) аналогичные призывы стал получать Николай II.
Когда зимою 1899 года Толстой серьёзно заболел, Святейший синод издал секретный циркуляр, в котором признавалось, что граф решительно отпал от общения с церковью и по церковным канонам не может быть в случае смерти погребён по православному обряду, если «пред смертью не восстановит общения с нею чрез таинства исповеди и евхаристии».
В опубликованном в 1905 году изложении («извлечении») отчёта обер-прокурора за 1901 год говорилось: «О фанатизме толстовцев, об их открытых глумлениях над православием, их дерзком кощунстве над святынями, оскорблении религиозных чувств православных сообщают преосвященные всех епархий, заражённых толстовством».
К началу XX века обер-прокурор Святейшего синода Победоносцев, ранее считавший отлучение необходимым, стал противником такого шага, полагая, что в складывающейся внутриполитической ситуации такой акт будет воспринят как правительственная демонстрация, а не как давно ожидаемая верующими мера церковного воздействия.

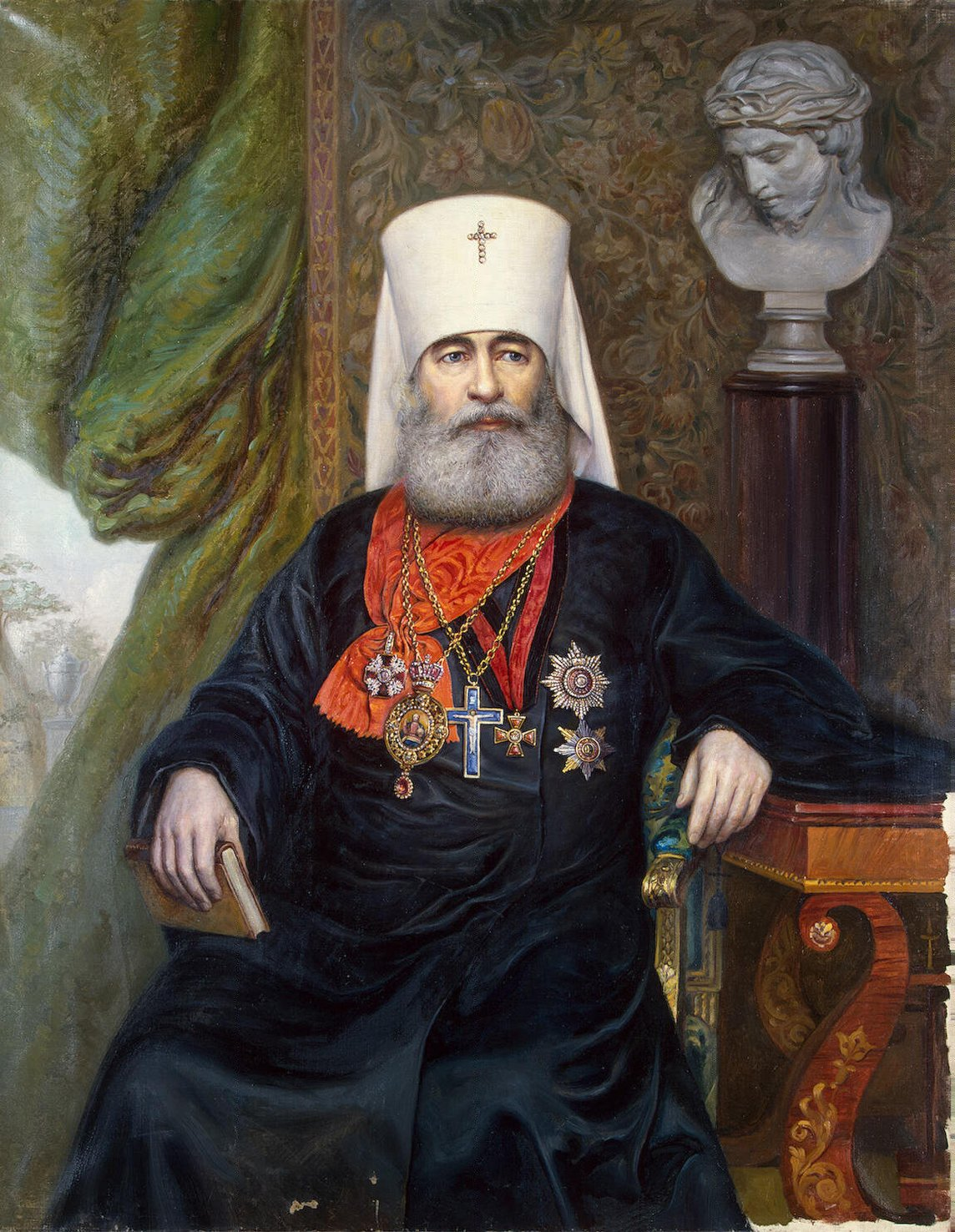
Митрополит Антоний

Инициатором в данном случае выступил митрополит Санкт-Петербургский и Ладожский Антоний (Вадковский), 11 февраля 1901 года направивший обер-прокурору (который не был членом Синода) письмо, где заявлял: «Теперь в Синоде все пришли к мысли о необходимости обнародования в „Церковных Ведомостях“ синодального суждения о графе Толстом». Победоносцев не стал чинить препятствий и сам написал первоначальный текст синодального определения. При этом, чтобы смягчить тон документа и придать ему характер свидетельства о добровольном отпадении Толстого от церкви, митрополит Антоний и другие члены Синода во время заседания 20—22 февраля (ст. ст.) 1901 года внесли изменения в текст обер-прокурора; в частности, слово «отлучение» было заменено на «отпадение».
Как и все определения Синода, решение по Толстому предварительно докладывалось обер-прокурором императору; из опубликованного после революции письма Победоносцева от 25 февраля 1901 года императору Николаю II явствует, что по опубликовании (в тот день) синодального определения Победоносцев получил выговор от царя, ввиду чего просил у него в письме прощения, что «не испросил согласия Вашего Величества на самую редакцию послания синода». Победоносцев далее в письме писал Николаю II: «Но что это действие синода произошло без ведома Вашего Величества, в том смею обратиться к памяти Вашего Величества. Для того главным образом я и испрашивал разрешение представляться Вашему Величеству в прошлую пятницу, чтобы доложить о сем предположении синода и объяснить его. Я докладывал, что синод вынужден к сему смутою, происходящею в народе, и многочисленными просьбами о том, чтобы высшая церковная власть сказала своё слово; что послание составляется в кротком и примирительном духе, о чём прилагается забота» (выделение и пунктуация источника).
Определение Синода было опубликовано в обстановки усиления и радикализации оппозиционного движения. Уже два года то затихая, то усиливаясь продолжались студенческие волнения. В начале 1901 года впервые были применены "временные правила", позволяющие отдавать студентов, которые участвовали в беспорядках, в солдаты. В ответ на это 14 февраля 1901 года, за неделю до публикации определения Синода, Петр Карпович смертельно ранил министра просвещения Н. П. Боголепова. Это стало первым терактом в Российской империи за 20 лет. В оппозиционных кругах радикализация достигла такого накала, что убийство вызвало реакцию от благожелательной до восторженной.

## Определение Синода
24 февраля 1901 года в официальном органе Синода — журнале «Церковные ведомости» — было опубликовано «Определение» с посланием Святейшего синода № 557 от 20—22 февраля об отпадении графа Льва Толстого от Церкви. На следующий день оно было опубликовано во всех основных газетах России на первых полосах. Текст определения см. ниже (сохранены некоторые особенности написания в источнике).
Посланию предпосылалась цитата из «Послания к Римлянам» апостола Павла: «Молю вы, братие, блюдитеся от творящих распри и раздоры, кроме учения, емуже вы научистеся, и уклонитеся от них» (Рим. 16:17). Далее следовало предисловие:

Святейший Синод в своём попечении о чадах православной церкви, об охранении их от губительного соблазна и о спасении заблуждающихся, имев суждение о графе Льве Толстом и его противохристианском и противоцерковном лжеучении, признал благовременным, в предупреждение нарушения мира церковного, обнародовать, чрез напечатание в «Церковных ведомостях», нижеследующее своё послание.

В тексте этого «послания» Льву Толстому ставятся в вину, в частности, следующие «учения, противные Христу и Церкви»:
- неприятие догмата Троицы и божественности Иисуса Христа;
- непочитание всех церковных таинств;
- неверие в загробную жизнь.

Изначала Церковь Христова терпела хулы и нападения от многочисленных еретиков и лжеучителей, которые стремились ниспровергнуть её и поколебать в существенных её основаниях, утверждающихся на вере во Христа, Сына Бога Живаго. Но все силы ада, по обетованию Господню, не могли одолеть Церкви святой, которая пребудет неодоленною вовеки. И в наши дни, Божиим попущением, явился новый лжеучитель, граф Лев Толстой. Известный миру писатель, русский по рождению, православный по крещению и воспитанию своему, граф Толстой, в прельщении гордого ума своего, дерзко восстал на Господа и на Христа Его и на святое Его достояние, явно пред всеми отрекся от вскормившей и воспитавшей его Матери, Церкви православной, и посвятил свою литературную деятельность и данный ему от Бога талант на распространение в народе учений, противных Христу и Церкви, и на истребление в умах и сердцах людей веры отеческой, веры православной, которая утвердила вселенную, которою жили и спасались наши предки и которою доселе держалась и крепка была Русь святая.
В своих сочинениях и письмах, в множестве рассеиваемых им и его учениками по всему свету, в особенности же в пределах дорогого Отечества нашего, он проповедует, с ревностью фанатика, ниспровержение всех догматов православной Церкви и самой сущности веры христианской; отвергает личного живаго Бога, во Святой Троице славимого, Создателя и Промыслителя вселенной, отрицает Господа Иисуса Христа — Богочеловека, Искупителя и Спасителя мира, пострадавшего нас ради человеков и нашего ради спасения и воскресшего из мертвых, отрицает бессеменное зачатие по человечеству Христа Господа и девство до рождества и по рождестве Пречистой Богородицы Приснодевы Марии, не признает загробной жизни и мздовоздаяния, отвергает все таинства Церкви и благодатное в них действие Святаго Духа и, ругаясь над самыми священными предметами веры православного народа, не содрогнулся подвергнуть глумлению величайшее из таинств, святую Евхаристию. Все сие проповедует граф Толстой непрерывно, словом и писанием, к соблазну и ужасу всего православного мира, и тем неприкровенно, но явно пред всеми, сознательно и намеренно отторг себя сам от всякого общения с Церковию православною.
Бывшие же к его вразумлению попытки не увенчались успехом. Посему Церковь не считает его своим членом и не может считать, доколе он не раскается и не восстановит своего общения с нею. Ныне о сем свидетельствуем пред всею Церковию к утверждению правостоящих и к вразумлению заблуждающихся, особливо же к новому вразумлению самого графа Толстого. Многие из ближних его, хранящих веру, со скорбию помышляют о том, что он, в конце дней своих, остаётся без веры в Бога и Господа Спасителя нашего, отвергшись от благословений и молитв Церкви и от всякого общения с нею.
Посему, свидетельствуя об отпадении его от Церкви, вместе и молимся, да подаст ему Господь покаяние в разум истины (2 Тим. 2:25). Молимтися, милосердый Господи, не хотяй смерти грешных, услыши и помилуй и обрати его ко святой Твоей Церкви. Аминь.
Заключительный абзац «Определения» составлен в осторожных выражениях: Синод не отлучает Льва Толстого от церкви, а лишь констатирует, что Толстой добровольно от неё отпал — хотя следует принять во внимание, что по тогдашним российским законам взгляды Толстого считались государственным преступлением.
«Определение» подписали митрополит Антоний и шестеро других высших иерархов. В частном письме Антоний так изложил мотивы публикации:

Я с вами не согласен, что синодальный акт о Толстом может послужить к разрушению Церкви. Я, напротив, думаю, что он послужит к укреплению её… С толстовцами завязалась у нас подпольная полемика. Они бьют нас сатирами и баснями, и у нас нашлись тоже свои сатирики, хотя и не совсем удачные. На этом поприще мы не подготовлены бороться. Война создаст или вызовет таланты. Первоначальный трагизм заменился, пожалуй, комизмом, а победа будет всё же на стороне Церкви.

## Ответ Толстого Синоду
В середине марта 1901 года Толстой продиктовал Леопольду Сулержицкому письмо для опубликования в газетах:

Не имея возможности лично поблагодарить всех тех лиц, от сановников до простых рабочих, выразивших мне, как лично, так и по почте и по телеграфу, своё сочувствие по поводу постановления Святейшего синода от 20—22 февраля, покорнейше прошу вашу уважаемую газету поблагодарить всех этих лиц, причём сочувствие, высказанное мне, я приписываю не столько значению своей деятельности, сколько остроумию и благовременности постановления Святейшего синода.

Ни в одной газете это письмо не появилось (впервые напечатано в Англии в «Листках свободного слова», 1901, № 23).
В апреле 1901 года Толстой откликнулся на определение Синода, см. полный текст письма в Викитеке. В начале своего письма Толстой критикует церковные действия: «Постановление Синода вообще имеет много недостатков: оно незаконно или умышленно-двусмысленно, оно произвольно, неосновательно, неправдиво и, кроме того, содержит в себе клевету и подстрекательство к дурным чувствам и поступкам… такое заявление не может иметь никакой другой цели, как только ту, чтобы, не будучи в сущности отлучением, оно бы казалось таковым, что собственно и случилось, потому что оно так и было понято… Оно есть, наконец, подстрекательство к дурным чувствам и поступкам, так как вызвало, как и должно было ожидать, в людях непросвещённых и нерассуждающих озлобление и ненависть ко мне, доходящие до угроз убийства и высказываемые в получаемых мною письмах». Далее Толстой перечисляет ключевые свои разногласия с православием.
То, что я отрёкся от церкви, называющей себя православной, это совершенно справедливо. Но отрёкся я от неё не потому, что я восстал на Господа, а напротив, только потому, что всеми силами души желал служить Ему. Прежде чем отречься от церкви и единения с народом, которое мне было невыразимо дорого, я, по некоторым признакам усомнившись в правоте Церкви, посвятил несколько лет на то, чтобы исследовать теоретически и практически учение церкви: теоретически — я перечитал всё, что мог, об учении Церкви, изучил и критически разобрал догматическое богословие; практически же — строго следовал, в продолжение более года, всем предписаниям Церкви, соблюдая все посты и посещая все церковные службы. И я убедился, что учение Церкви есть теоретически коварная и вредная ложь, практически же — собрание самых грубых суеверий и колдовства, скрывающее совершенно весь смысл христианского учения…
То, что я отвергаю непонятную Троицу и не имеющую никакого смысла в наше время басню о падении первого человека, кощунственную историю о Боге, родившемся от Девы, искупляющем род человеческий, то это совершенно справедливо. Бога же — духа, Бога — любовь, единого Бога — начало всего, не только не отвергаю, но ничего не признаю действительно существующим, кроме Бога, и весь смысл жизни вижу только в исполнении воли Бога, выраженной в христианском учении.
Ещё сказано: «Не признаёт загробной жизни и мздовоздаяния». Если разуметь жизнь загробную в смысле второго пришествия, ада с вечными мучениями, дьяволами, и рая — постоянного блаженства, то совершенно справедливо, что я не признаю такой загробной жизни; но жизнь вечную и возмездие здесь и везде, теперь и всегда, признаю до такой степени, что, стоя по своим годам на краю гроба, часто должен делать усилия, чтобы не желать плотской смерти, то есть рождения к новой жизни, и верю, что всякий добрый поступок увеличивает истинное благо моей вечной жизни, а всякий злой поступок уменьшает его.
Сказано также, что я отвергаю все таинства. Это совершенно справедливо. Все таинства я считаю низменным, грубым, несоответствующим понятию о Боге и христианскому учению колдовством и, кроме того, нарушением самых прямых указаний Евангелия. В крещении младенцев вижу явное извращение всего того смысла, который могло иметь крещение для взрослых, сознательно принимающих христианство; в совершении таинства брака над людьми, заведомо соединявшимися прежде, и в допущении разводов и в освящении браков разведённых вижу прямое нарушение и смысла, и буквы евангельского учения. В периодическом прощении грехов на исповеди вижу вредный обман, только поощряющий безнравственность и уничтожающий опасение перед согрешением. В елеосвящении так же, как и в миропомазании, вижу приёмы грубого колдовства, как и в почитании икон и мощей, как и во всех тех обрядах, молитвах, заклинаниях, которыми наполнен требник. В причащении вижу обоготворение плоти и извращение христианского учения. В священстве, кроме явного приготовления к обману, вижу прямое нарушение слов Христа, прямо запрещающего кого бы то ни было называть учителями, отцами, наставниками (Мф. XXIII, 8—10).
Сказано, наконец, как последняя и высшая степень моей виновности, что я, «ругаясь над самыми священными предметами веры, не содрогнулся подвергнуть глумлению священнейшее из таинств — Евхаристию». То, что я не содрогнулся описать просто и объективно то, что священник делает для приготовлений этого, так называемого, таинства, то это совершенно справедливо; но то, что это, так называемое, таинство есть нечто священное и что описать его просто, как оно делается, есть кощунство, — это совершенно несправедливо. Кощунство не в том, чтобы назвать перегородку — перегородкой, а не иконостасом, и чашку — чашкой, а не потиром и т. п., а ужаснейшее, не перестающее, возмутительное кощунство — в том, что люди, пользуясь всеми возможными средствами обмана и гипнотизации, — уверяют детей и простодушный народ, что если нарезать известным способом и при произнесении известных слов кусочки хлеба и положить их в вино, то в кусочки эти входит Бог; и что тот, во имя кого живого вынется кусочек, тот будет здоров; во имя же кого умершего вынется такой кусочек, то тому на том свете будет лучше; и что тот, кто съел этот кусочек, в того войдёт сам Бог.
Ведь это ужасно!
В конце письма Толстой кратко формулирует свой собственный «символ веры».

Верю я в следующее: верю в Бога, которого понимаю как дух, как любовь, как начало всего. Верю в то, что он во мне и я в нём. Верю в то, что воля Бога яснее, понятнее всего выражена в учении человека Христа, которого понимать Богом и которому молиться считаю величайшим кощунством…
«Тот, кто начнёт с того, что полюбит христианство более истины, очень скоро полюбит свою церковь или секту более, чем христианство, и кончит тем, что будет любить себя (своё спокойствие) больше всего на свете», — сказал Кольридж.
Я шёл обратным путём. Я начал с того, что полюбил свою православную веру более своего спокойствия, потом полюбил христианство более своей церкви, теперь же люблю истину более всего на свете. И до сих пор истина совпадает для меня с христианством, как я его понимаю. И я исповедую это христианство; и в той мере, в какой исповедую его, спокойно и радостно живу, и спокойно и радостно приближаюсь к смерти.
Лев Толстой.
4 апреля 1901. Москва

«Ответ Синоду» был напечатан летом 1901 года в нескольких церковных изданиях, причём с больши́ми сокращениями; в примечании цензора отмечено, что он убрал около 100 строк, в которых граф Толстой «оскорбляет религиозные чувства». Публикация сопровождалась запретом перепечатки, так что в светских изданиях ответ Толстого тогда не появился. Полный текст был опубликован в том же году за рубежом (впервые — в Англии), в России письмо было напечатано полностью в 1905 году, в издательстве «Обновление», которое воспользовалось ослаблением цензуры и опубликовало ряд ранее запрещённых произведений Толстого. Позже цензурный режим был вновь ужесточён, в 1911 году печать «Ответа» в собрании сочинений Толстого была запрещена Московской судебной палатой.
«Ответ» был также напечатан в июньском номере журнала «Миссионерское обозрение» (1905 год) и, как заявил редактор издания, «открыл глаза огромной массе „слепых“ почитателей Льва Ник., понявших тогда впервые, какой, действительно, великий еретик и страшный враг Христа и Церкви их яснополянский кумир».

## Общественная реакция
Отклики общественности на определение Синода и на ответ Толстого были разнообразны. Немало писем, полученных Толстым, содержали проклятия, увещевания, призывы покаяться и примириться с церковью и даже угрозы убийства.
Особенно резко критиковал Толстого протоиерей Иоанн Кронштадтский (1902), который назвал его безбожником, сравнил с Иудой, обвинил в извращении личности «до уродливости». Позднее, 14 июля 1908 года, в преддверии 80-летнего юбилея Толстого московская газета «Новости дня» опубликовала молитву, по утверждению редакторов, сочинённую Иоанном Кронштадтским; в ней содержится призыв к Богу «забрать с земли Льва Толстого и всех его горячих последователей».
Член «Союза русского народа» Михаил Сопоцько писал в «Тульских епархиальных ведомостях», что портрет Льва Толстого после «Определения» приобрёл «сатанинский облик».
По мнению видного религиозного философа Николая Бердяева, учение Толстого «ничего общего не имеет с христианским сознанием», но вместе с тем Толстой «с небывалой силой и радикализмом восстал против лицемерия quasi-христианского общества, против лжи quasi-христианского государства. Он гениально изобличил чудовищную неправду и мертвенность казённого, официального христианства, он поставил зеркало перед притворно и мертвенно христианским обществом и заставил ужаснуться людей с чуткой совестью… Толстой сам отлучил себя от Церкви, и перед этим фактом бледнеет факт отлучения его русским Св. Синодом».
Другой религиозный философ, Дмитрий Мережковский, заявил, что он не разделяет религиозного учения Льва Толстого, но верит, что с ним Христос. По инициативе Мережковского в Санкт-Петербурге были организованы «Религиозно-философские собрания», проходившие под председательством ректора Петербургской духовной академии епископа Ямбургского Сергия (Страгородского) — будущего патриарха. В собраниях участвовали видные философы, писатели, деятели искусства, обсуждались, помимо прочего, окончательность догматов церкви и право Синода выражать соборное мнение церкви в связи с «определением об отлучении Льва Толстого». Был также поставлен вопрос о восстановлении в церкви соборного начала и патриаршества. В 1903 году «Религиозно-философские собрания» были запрещены обер-прокурором Синода Победоносцевым.
Философ и публицист Василий Розанов, не оспаривая определение Синода по существу, высказал мнение, что последний как орган скорее бюрократический, чем религиозный, не имеет права судить Толстого. Розанов назвал Толстого величайшим феноменом религиозной русской истории за 19 веков, хотя и искажённым, и констатировал, что отлучение потрясло русское православие более, чем учение Толстого.

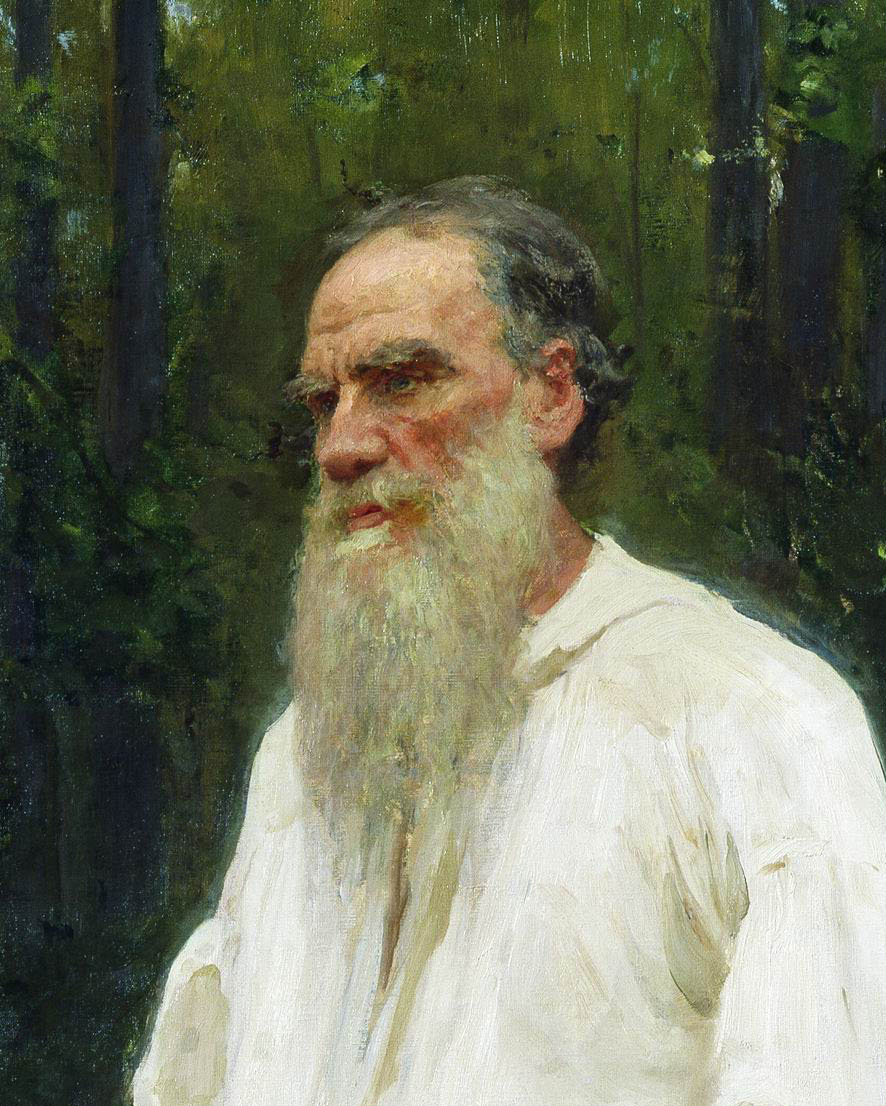
Илья Репин. Лев Толстой в 1901 году

Одновременно в адрес Толстого непрерывно шли письма и телеграммы с выражением сочувствия. В дневнике Софьи Толстой за 6 марта говорится, что три дня подряд Льву Николаевичу устраивают овации, приносят корзины с живыми цветами, посылают телеграммы и письма, дома с утра до вечера — целые толпы посетителей. На сторону писателя встали многие левые организации разного толка; в Петербурге, Москве, Киеве и других городах прошли демонстрации, выражавшие солидарность с писателем.
В Петербурге в эти дни проходила XXIV-я передвижная выставка, где был выставлен портрет Толстого кисти Ильи Репина (см. справа). Публика засыпала портрет цветами, после чего по настоянию полиции его сняли с выставки.
Литератор и правозащитник Владимир Короленко выразил восхищение писателем, который «беспощадно и смело» разоблачает самодержавный порядок и господствующую церковь.
Журналист Алексей Суворин, убеждённый монархист и издатель популярной газеты «Новое время», в своём дневнике оценил ситуацию в следующих выражениях: «Два царя у нас: Николай второй и Лев Толстой. Кто из них сильнее? Николай II ничего не может сделать с Толстым, не может поколебать его трон, тогда как Толстой несомненно колеблет трон Николая и его династии. Его проклинают, синод имеет против него своё определение. Толстой отвечает, ответ расходится в рукописях и в заграничных газетах. Попробуй кто тронуть Толстого. Весь мир закричит, и наша администрация поджимает хвост».
Победоносцев в письме главному редактору «Церковных ведомостей» протоиерею Петру Смирнову (22 марта 1901 года) отметил: «Какая туча озлобления поднялась за Послание!..»
Полемика по вопросу определения Синода послужила поводом для целой серии писем в Синод, в которых содержались заявления о выходе из православия. Особенно много таких писем появилось после указа «Об укреплении начал веротерпимости» (1905).
В 1901 году Лев Толстой был номинирован на Нобелевскую премию мира, и эта номинация (на премию мира или литературы) повторялась ежегодно до 1906 года, хотя Нобелевский комитет так ни разу и не одобрил кандидатуру Толстого. Сам Толстой заявил, что не добивается премии и отвергнет её, если она будет ему присуждена.
Жена Толстого Софья Андреевна 26 февраля 1901 года направила письмо первенствующему члену Синода митрополиту Санкт-Петербургскому Антонию (Вадковскому), в нём графиня выразила своё «горестное негодование» и предсказала, что оно вызовет ещё бо́льшую любовь и сочувствие Льву Николаевичу. Софья Андреевна выразила также уверенность, что, несмотря на тайный запрет Синода, найдётся священник, который выполнит отпевание Толстого. Копию письма она направила Победоносцеву, но тот не ответил. Письмо графини вызвало немалый общественный резонанс и было перепечатано во многих русских и зарубежных газетах.
Митрополит Антоний месяц спустя, 16 марта, написал ей ответ; оба текста были опубликованы 24 марта 1901 года в «Церковных ведомостях». Антоний писал: «Синод засвидетельствовал лишь существующий факт, и потому негодовать на него могут только те, которые не разумеют, что творят». Митрополит выразил мнение, что постановление Синода «есть акт любви, акт призыва мужа вашего к возврату в Церковь и верующих к молитве о нём».
В дневнике Софьи Андреевны от 27 марта содержится её впечатление от ответа митрополита: «Он меня совсем не тронул. Всё правильно и всё бездушно».

## Лев Толстой в последние годы
Начиная с февраля 1902 года, когда состояние здоровья Толстого ухудшилось, было предпринято несколько попыток убедить Льва Толстого покаяться, примириться с церковью и умереть православным христианином. По словам жены писателя, Толстой решительно отверг такую возможность: «О примирении речи быть не может. Я умираю без всякой вражды или зла, а что такое церковь? Какое может быть примирение с таким неопределённым предметом?» Увещевания не прекращались до кончины писателя; почти за два года до смерти, 22 января 1909 года, после визита тульского архиерея Парфения (Левицкого), Лев Толстой записал в своём дневнике:

Вчера был архиерей… Особенно неприятно, что он просил дать ему знать, когда я буду умирать. Как бы не придумали они чего-нибудь такого, чтобы уверить людей, что я «покаялся» перед смертью. И потому заявляю, кажется, повторяю, что возвратиться к церкви, причаститься перед смертью, я так же не могу, как не могу перед смертью говорить похабные слова или смотреть похабные картинки, и потому всё, что будут говорить о моем предсмертном покаянии и причащении, — ложь.

Уже́ в «Ответе Синоду» Толстой подтвердил, что написал в завещании своим близким: «…чтобы они, когда я буду умирать, не допускали ко мне церковных служителей, и мёртвое моё тело убрали бы поскорей, без всяких над ним заклинаний и молитв, как убирают всякую противную и ненужную вещь, чтобы она не мешала живым».

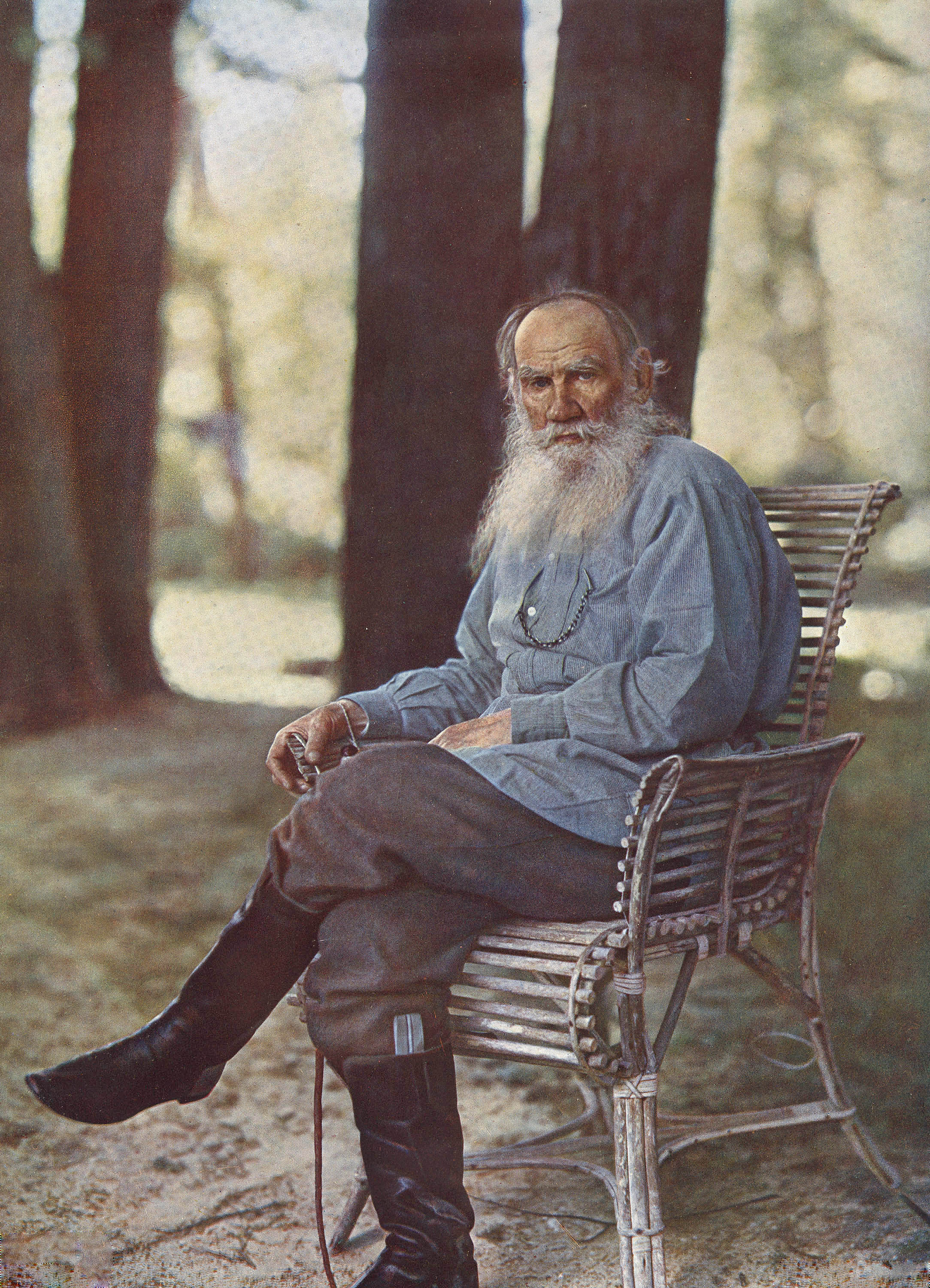
Сергей Прокудин-Горский. Одна из последних фотографий Л. Н. Толстого (1908)

28 октября 1910 года после ряда конфликтов с женой Лев Толстой тайно покинул Ясную Поляну и прибыл в Шамординский монастырь, где жила его любимая сестра, монахиня Мария Толстая. Дочь Марии, Е. В. Оболенская, вспоминала, что её дядя выразил желание поселиться в близлежащем монастыре Оптина пустынь и нести «самое тяжёлое послушание» при одном условии: не ходить в храм; эти слова цитирует и игуменья Шамординского монастыря в письме епископу Калужскому Вениамину (Муратовскому). Сама монахиня Мария писала позже: «Он просто хотел устроиться по своему вкусу и жить в уединении, где бы ему никто не мешал… Однако ни о церковном покаянии, ни о формальном возвращении в православие речи быть не могло». Эти намерения подтверждает и дневник сопровождавшего Толстого домашнего врача Душана Маковицкого: Лев Николаевич «желал видеть отшельников-старцев не как священников, а как отшельников, поговорить с ними о Боге, о душе, об отшельничестве, и посмотреть их жизнь, и узнать условия, на каких можно жить при монастыре. И если можно — подумать, где ему дальше жить. О каком-нибудь поиске выхода из своего положения отлучённого от церкви, как предполагали церковники, не могло быть и речи».
Сначала Толстой искал встречи с оптинским старцем Иосифом, но затем переменил планы, покинул монастырь и решил уехать на юг с дочерью Александрой. В пути, на станции Астапово, он тяжело заболел. 4 ноября митрополит Антоний прислал в Астапово телеграмму, в которой призывал графа вернуться в Православную церковь. Одновременно Антоний запретил местному священнику служить молебен о здравии Толстого.
Когда в Оптину пустынь пришла весть о том, что Лев Толстой умирает, к нему по поручению Синода был направлен старец Варсонофий Оптинский. «Вокруг приезда Варсонофия в Астапово и его попытки побеседовать с Толстым на смертном одре существует много мифов и домыслов, которые не имеют к астаповской реальности прямого отношения». Собравшимся журналистам Варсонофий сообщил, что попал сюда случайно, по дороге на богомолье. Однако родственники, согласно завещанию Толстого, не допустили старца к умирающему писателю и даже не известили Толстого о его приезде. В своих воспоминаниях Варсонофий жаловался: «Не допустили меня к Толстому… Молил врачей, родных, ничего не помогло… Хотя он и Лев был, но не смог разорвать кольцо той цепи, которою сковал его сатана».
Тульский епископ Парфений, ранее навещавший Толстого в Ясной Поляне, выехал из Петербурга 4 ноября к умирающему писателю, но живым его уже не застал. Парфений опросил присутствовавших у ложа писателя жандармского ротмистра Савицкого и сына Толстого Андрея, убеждённого православного, желая выяснить, не проявлял ли граф перед смертью каких-либо признаков желания примириться с церковью. Оба они уверенно заявили, что таковых признаков не было.
Некоторые представители православной общественности высказывали мнение, что в конце жизни писатель, возможно, испытывал колебания и помышлял о возврате в православие. О таком варианте событий писал, например, Иван Бунин, хотя тут же приводил предсмертную записку Толстого, противоречащую подобной версии. Однако документальные подтверждения «колебаний Толстого» отсутствуют.
Синод запретил духовенству совершать панихиды по Толстому: «В случае заявления о желании отслужить панихиду по рабе Божием Льве, следует осведомиться о фамилии, и, в случае, если скажут „Толстой“, панихиды не служить». Софья Толстая, желая провести церемонию отпевания мужа, нашла (несмотря на запрет Синода) некоего священника, который 12 декабря 1912 года на могиле графа совершил заказанную церемонию. Сведения об этом проникли в печать, в связи с чем в мартовском за 1913 год номере журнала Московской духовной академии «Богословский вестник» профессор Николай Кузнецов напечатал «Ответ священнику, совершившему отпевание на могиле графа Толстого», в котором определил, что эта церемония не может считаться отпеванием и должна рассматриваться как частная молитва.

## Отклики в литературе
В Париже был издан в поддержку Толстого публицистический сборник «Перо» (La Plume), в котором о своей солидарности заявили Золя, Метерлинк и многие другие известные литераторы.
В известном рассказе Александра Куприна «Анафема» (1913) протодиакон получает предписание провозгласить Льву Толстому анафему. Сюжет рассказа представляет собой художественный вымысел Куприна, потому что с 1869 года и до революции в Русской Церкви при возглашении анафематизмов в чине Торжества православия не упоминались имена ни еретиков, ни государственных преступников. Анафема Толстому не провозглашалась ни в одном из храмов Российской империи.
В полицейских архивах обнаружены ссылки на басню «Ослы и Лев» (журнал «Свободная мысль») и студенческий рисунок «Как мыши кота хоронили». Поэт Н. Н. Вентцель написал басню «Голуби-победители», которая широко разошлась по России (известно, что в 1903 году экземпляр басни конфисковали при обыске у А. П. Чехова).

## Отклики в России XXI века
В связи со 100-летием отлучения, в конце февраля 2001 года правнук графа Владимир Толстой, управляющий музеем-усадьбой писателя в Ясной Поляне, направил письмо патриарху Московскому и всея Руси Алексию II с просьбой пересмотреть синодальное определение. В неофициальном интервью на телевидении патриарх сказал: «Не можем мы сейчас пересматривать, потому что всё-таки пересматривать можно, если человек изменяет свою позицию». Официальный представитель Московской патриархии протоиерей Всеволод Чаплин тогда же подчеркнул, что синодальное определение «должно восприниматься не как проклятие, а как констатация того факта, что убеждения писателя очень серьёзно расходились с православным учением».
20 ноября 2010 года, во время открытия отреставрированного здания вокзала станции Астапово, губернатор Липецкой области Олег Королёв, говоря о значении Толстого, отметил, что после отлучения «классик становился ещё ближе к Богу».
В ноябре 2010 года президент Российского книжного союза Сергей Степашин обратился с письмом к патриарху Кириллу. В письме Степашин констатировал невозможность для Русской православной церкви пересмотреть решение об отлучении Льва Толстого от Церкви, но просил при этом проявить к Толстому сострадание. В ответе на письмо Степашина архимандрит Тихон (Шевкунов), ответственный секретарь Патриаршего совета по культуре, заявил, что «поскольку примирение писателя с Церковью так и не произошло (Толстой публично не отказался от своих трагических духовных заблуждений), отлучение, которым он сам себя отверг от Церкви, снято быть не может».